# Sportverein Stuttgarter Kickers 1994-1995
Questa voce raccoglie le informazioni riguardanti lo Sportverein Stuttgarter Kickers nelle competizioni ufficiali della stagione 1994-1995.

## Stagione
Nella stagione 1994-1995 il Stuttgarter Kickers, allenato da Wolfgang Wolf, concluse il campionato di Regionalliga sud al 2º posto. In Coppa di Germania il Stuttgarter Kickers fu eliminato agli ottavi dal Karlsruhe.

## Rosa
| N. |                                 | Ruolo | Calciatore        |
| -- | ------------------------------- | ----- | ----------------- |
| 2  | Germania (bandiera)             | D     | Dirk Wüllbier     |
| 7  | Germania (bandiera)             | C     | Robert Hofacker   |
| 8  | Germania (bandiera)             | A     | Markus Sailer     |
| 10 | Bosnia ed Erzegovina (bandiera) | C     | Adnan Kevric      |
| 11 | Polonia (bandiera)              | C     | Janusz Góra       |
| 12 | Russia (bandiera)               | D     | Mikhail Smirnov   |
| 15 | Germania (bandiera)             | D     | Achim Pfuderer    |
| 16 | Germania (bandiera)             | C     | Zoltán Sebescen   |
| 18 | Germania (bandiera)             | D     | Jochen Novodomsky |
| 19 | Germania (bandiera)             | D     | Alexander Malchow |
| 20 | Germania (bandiera)             | C     | André Sirocks     |
| 25 | Germania (bandiera)             | P     | Bernd Klaus       |

| N. |                     | Ruolo | Calciatore         |
| -- | ------------------- | ----- | ------------------ |
|    | Germania (bandiera) | P     | Marco Langner      |
|    | Germania (bandiera) | D     | Xaver Zembrod      |
|    | Croazia (bandiera)  | C     | Franko Bogdan      |
|    | Germania (bandiera) | C     | Tobias Hägele      |
|    | Turchia (bandiera)  | C     | Tayfun Korkut      |
|    | Germania (bandiera) | C     | Kurt Kremm         |
|    | Turchia (bandiera)  | C     | Osman Per          |
|    | Nigeria (bandiera)  | A     | Jonathan Akpoborie |
|    | Germania (bandiera) | A     | Alexander Dürr     |
|    | Germania (bandiera) | A     | Oliver Sturm       |
|    | Germania (bandiera) | A     | Marc Volke         |

## Organigramma societario
Area tecnica
- Allenatore: Wolfgang Wolf
- Allenatore in seconda:
- Preparatore dei portieri:
- Preparatori atletici:
- Analisi video:

## Calciomercato

### Sessione estiva
| Acquisti | Acquisti           | Acquisti               | Acquisti |
| R.       | Nome               | da                     | Modalità |
| -------- | ------------------ | ---------------------- | -------- |
| A        | Jonathan Akpoborie | Carl Zeiss Jena        |          |
| C        | Franko Bogdan      | Unterhaching           |          |
| P        | Bernd Klaus        | Ludwigsburg            |          |
| C        | Kurt Kremm         | GSV Maichingen         |          |
| D        | Alexander Malchow  | Eintracht Braunschweig |          |
| A        | Markus Sailer      | St. Pauli              |          |
| A        | Marc Volke         | Eintracht Treviri      |          |
| D        | Xaver Zembrod      | Pfeddersheim           |          |

| Cessioni | Cessioni              | Cessioni           | Cessioni |
| R.       | Nome                  | a                  | Modalità |
| -------- | --------------------- | ------------------ | -------- |
| A        | Fredi Bobic           | Stoccarda          |          |
| P        | Stefan Brasas         | Meppen             |          |
| A        | Sean Dundee           | Ditzingen          |          |
| C        | Dirk Flock            | Kaiserslautern     |          |
| C        | Steffen Herzberger    | Eintracht Treviri  |          |
| A        | Demir Hotić           | Yverdon            |          |
| D        | Stefan Kuhn           | Hessen Kassel      |          |
| C        | Stefan Minkwitz       | Fortuna Düsseldorf |          |
| A        | Dimitrios Moutas      | OFI Creta          |          |
| D        | Marco Mutapcic        | 1. CfR Pforzheim   |          |
| D        | Karsten Neitzel       | Friburgo           |          |
| P        | Marc-Nikolai Schlecht | Ditzingen          |          |
| D        | Jörg Sobiech          | Wattenscheid 09    |          |
| D        | Thomas Tuchel         | Ulma               |          |
| D        | Petr Vrabec           | Viktoria Žižkov    |          |

### Sessione invernale
| Acquisti | Acquisti        | Acquisti | Acquisti |
| R.       | Nome            | da       | Modalità |
| -------- | --------------- | -------- | -------- |
| D        | Mikhail Smirnov | Freiberg |          |

| Cessioni | Cessioni | Cessioni | Cessioni |
| R.       | Nome     | a        | Modalità |
| -------- | -------- | -------- | -------- |

## Risultati

### Regionalliga

#### Girone di andata
| 29 luglio 1994, ore 18:00 CEST 1ª giornata | Augusta | 1 – 0 | Kickers Stoccarda |  |

| 7 agosto 1994, ore 15:00 CEST 2ª giornata | Kickers Stoccarda | 1 – 0 | Lohhof |  |

| 24 agosto 1994, ore 19:30 CEST 3ª giornata | Bayern Monaco II | 1 – 0 | Kickers Stoccarda |  |

| 20 agosto 1994, ore 15:00 CEST 4ª giornata | Kickers Stoccarda | 3 – 0 | Kickers Offenbach |  |

| 27 agosto 1994, ore 15:00 CEST 5ª giornata | Hessen Kassel | 1 – 1 | Kickers Stoccarda |  |

| 3 settembre 1994, ore 15:00 CEST 6ª giornata | Kickers Stoccarda | 3 – 0 | Egelsbach |  |

| 21 settembre 1994, ore 18:00 CEST 7ª giornata | Kickers Stoccarda | 1 – 1 | Fürth |  |

| 17 settembre 1994, ore 15:00 CEST 8ª giornata | Vestenbergsgreuth | 4 – 1 | Kickers Stoccarda |  |

| 25 settembre 1994, ore 15:00 CEST 9ª giornata | Kickers Stoccarda | 6 – 1 | Ulma |  |

| 8 ottobre 1994, ore 15:00 CET 10ª giornata | Reutlingen | 2 – 2 | Kickers Stoccarda |  |

| 16 ottobre 1994, ore 15:00 CET 11ª giornata | Kickers Stoccarda | 4 – 2 | Darmstadt |  |

| 23 ottobre 1994, ore 15:00 CET 12ª giornata | Unterhaching | 4 – 1 | Kickers Stoccarda |  |

| 29 ottobre 1994, ore 15:00 CET 13ª giornata | Kickers Stoccarda | 8 – 1 | Rot-Weiss Francoforte |  |

| 6 novembre 1994, ore 15:00 CET 14ª giornata | Wehen | 1 – 5 | Kickers Stoccarda |  |

| 13 novembre 1994, ore 14:30 CET 15ª giornata | Kickers Stoccarda | 3 – 1 | Ludwigsburg |  |

| 20 novembre 1994, ore 15:00 CET 16ª giornata | Ditzingen | 3 – 0 | Kickers Stoccarda |  |

| 4 dicembre 1994, ore 15:00 CET 17ª giornata | Kickers Stoccarda | 4 – 0 | VfR Mannheim |  |

#### Girone di ritorno
| 10 dicembre 1994, ore 15:00 CET 18ª giornata | Kickers Stoccarda | 1 – 1 | Augusta |  |

| 25 febbraio 1995, ore 15:00 CET 19ª giornata | Lohhof | 0 – 4 | Kickers Stoccarda |  |

| 4 marzo 1995, ore 15:00 CET 20ª giornata | Kickers Stoccarda | 1 – 0 | Bayern Monaco II |  |

| 10 marzo 1995, ore 19:30 CET 21ª giornata | Kickers Offenbach | 0 – 3 | Kickers Stoccarda |  |

| 19 marzo 1995, ore 15:00 CET 22ª giornata | Kickers Stoccarda | 6 – 0 | Hessen Kassel |  |

| 25 marzo 1995, ore 15:00 CET 23ª giornata | Egelsbach | 0 – 0 | Kickers Stoccarda |  |

| 1º aprile 1995, ore 15:00 CEST 24ª giornata | Fürth | 0 – 3 | Kickers Stoccarda |  |

| 8 aprile 1995, ore 15:00 CEST 25ª giornata | Kickers Stoccarda | 3 – 1 | Vestenbergsgreuth |  |

| 17 aprile 1995, ore 15:00 CEST 26ª giornata | Ulma | 2 – 1 | Kickers Stoccarda |  |

| 23 aprile 1995, ore 15:00 CEST 27ª giornata | Kickers Stoccarda | 4 – 2 | Reutlingen |  |

| 29 aprile 1995, ore 15:00 CEST 28ª giornata | Darmstadt | 0 – 3 | Kickers Stoccarda |  |

| 6 maggio 1995, ore 15:00 CEST 29ª giornata | Kickers Stoccarda | 2 – 1 | Unterhaching |  |

| 14 maggio 1995, ore 15:00 CEST 30ª giornata | Rot-Weiss Francoforte | 1 – 3 | Kickers Stoccarda |  |

| 21 maggio 1995, ore 15:00 CEST 31ª giornata | Kickers Stoccarda | 7 – 2 | Wehen |  |

| 25 maggio 1995, ore 15:00 CEST 32ª giornata | Ludwigsburg | 0 – 4 | Kickers Stoccarda |  |

| 28 maggio 1995, ore 15:00 CEST 33ª giornata | Kickers Stoccarda | 6 – 0 | Ditzingen |  |

| 3 giugno 1995, ore 15:00 CEST 34ª giornata | VfR Mannheim | 0 – 2 | Kickers Stoccarda |  |

### Coppa di Germania
| Arbitro: | Best |

|                                    |           |          |
| Hofacker 17’, 86’ (rig.) Volke 90’ | Marcatori | 30’ Todt |

| Arbitro: | Kemmling |

|                                                |           |  |
| Malchow 7’ Akpoborie 65’ Kevric 68’ Sailer 84’ | Marcatori |  |

| Arbitro: | Buchhart |

|  |           |                  |
|  | Marcatori | 4’ Fink 34’ Knup |

## Statistiche

### Statistiche di squadra
| Competizione      | Punti | In casa | In casa | In casa | In casa | In casa | In casa | In trasferta | In trasferta | In trasferta | In trasferta | In trasferta | In trasferta | Totale | Totale | Totale | Totale | Totale | Totale | DR  |
| Competizione      | Punti | G       | V       | N       | P       | Gf      | Gs      | G            | V            | N            | P            | Gf           | Gs           | G      | V      | N      | P      | Gf     | Gs     | DR  |
| ----------------- | ----- | ------- | ------- | ------- | ------- | ------- | ------- | ------------ | ------------ | ------------ | ------------ | ------------ | ------------ | ------ | ------ | ------ | ------ | ------ | ------ | --- |
| Regionalliga sud  | 74    | 17      | 15      | 2       | 0       | 63      | 13      | 17           | 8            | 3            | 6            | 33           | 20           | 34     | 23     | 5      | 6      | 96     | 33     | +63 |
| Coppa di Germania | -     | 3       | 2       | 0       | 1       | 7       | 3       | 0            | 0            | 0            | 0            | 0            | 0            | 3      | 2      | 0      | 1      | 7      | 3      | +4  |
| Totale            | 74    | 20      | 17      | 2       | 1       | 70      | 16      | 17           | 8            | 3            | 6            | 33           | 20           | 37     | 25     | 5      | 7      | 103    | 36     | +67 |

### Andamento in campionato
| Giornata  | 1  | 2 | 3  | 4 | 5 | 6 | 7 | 8 | 9 | 10 | 11 | 12 | 13 | 14 | 15 | 16 | 17 | 18 | 19 | 20 | 21 | 22 | 23 | 24 | 25 | 26 | 27 | 28 | 29 | 30 | 31 | 32 | 33 | 34 |
| --------- | -- | - | -- | - | - | - | - | - | - | -- | -- | -- | -- | -- | -- | -- | -- | -- | -- | -- | -- | -- | -- | -- | -- | -- | -- | -- | -- | -- | -- | -- | -- | -- |
| Luogo     | T  | C | T  | C | T | C | C | T | C | T  | C  | T  | C  | T  | C  | T  | C  | C  | T  | C  | T  | C  | T  | T  | C  | T  | C  | T  | C  | T  | C  | T  | C  | T  |
| Risultato | P  | V | P  | V | N | V | N | P | V | N  | V  | P  | V  | V  | V  | P  | V  | N  | V  | V  | V  | V  | N  | V  | V  | P  | V  | V  | V  | V  | V  | V  | V  | V  |
| Posizione | 14 | 9 | 12 | 6 | 8 | 7 | 7 | 8 | 8 | 7  | 6  | 8  | 6  | 5  | 4  | 7  | 7  | 7  | 5  | 3  | 2  | 2  | 2  | 2  | 2  | 3  | 2  | 2  | 2  | 2  | 2  | 2  | 2  | 2  |

Legenda:

Luogo: C = Casa; T = Trasferta. Risultato: V = Vittoria; N = Pareggio; P = Sconfitta.

### Statistiche dei giocatori
| J. Akpoborie  | 3 | 1 | 0 | 0 |
| F. Bogdan     | 2 | 0 | 2 | 0 |
| A. Dürr       | 1 | 0 | 0 | 0 |
| J. Góra       | 0 | 0 | 0 | 0 |
| R. Hofacker   | 3 | 2 | 0 | 0 |
| T. Hägele     | 0 | 0 | 0 | 0 |
| A. Kevric     | 3 | 1 | 0 | 0 |
| B. Klaus      | 0 | 0 | 0 | 0 |
| T. Korkut     | 3 | 0 | 0 | 0 |
| K. Kremm      | 3 | 0 | 0 | 0 |
| M. Langner    | 3 | 0 | 0 | 0 |
| A. Malchow    | 3 | 1 | 2 | 0 |
| J. Novodomsky | 2 | 0 | 0 | 0 |
| O. Per        | 0 | 0 | 0 | 0 |
| A. Pfuderer   | 0 | 0 | 0 | 0 |
| M. Sailer     | 3 | 1 | 1 | 0 |
| Z. Sebescen   | 0 | 0 | 0 | 0 |
| A. Sirocks    | 3 | 0 | 0 | 0 |
| M. Smirnov    | 0 | 0 | 0 | 0 |
| O. Sturm      | 1 | 0 | 0 | 0 |
| M. Volke      | 2 | 1 | 0 | 0 |
| D. Wüllbier   | 1 | 0 | 0 | 1 |
| X. Zembrod    | 3 | 0 | 0 | 0 |